# アウストロサウルス
アウストロサウルス（Austrosaurus　「南のトカゲ」の意味）は、白亜紀前期に現在のオーストラリアに生息した竜脚類恐竜の属の一つである。化石はオーストラリア、クイーンズランド州の中西部にあるAllaru Mudstoneの白亜紀前期（9800万年前-9500万年前）の地層から発見されている

## 発見と種
化石は1932年にMr. H.B. Wadeによりマクスウェルトン近郊のClutha Stationで発見された。Wadeはステーションの管理者であるH. Mackillopに報告し、Mackillopの弟がクイーンズランド博物館に化石を送った。アウストロサウルスは1933年にHeber Longmanにより記載された。
アウストロサウルスの種
- A. mackillopi
- A. sp. ("Elliot")

1999年にクイーンズランド州中西部のウィントン近郊の所有地で牧畜業者のDave Elliottにより竜脚類の大腿骨が発見された。この骨はこの時点で知られていた中ではオーストラリアで最大の恐竜のものだと分かり、「Elliot」という愛称で呼ばれた。ウィントンの発見では右の大腿骨といくつかの断片的な肋骨が発掘された。古生物学者メアリー・ウェイドにちなみ「Mary」という愛称がつけられた小型の竜脚類も発掘された。初期の推測ではこれらはAustrosaurus mackillopi に近縁であり、同じ属か近縁の属であると見られた。 
2007年5月3日、2004年にクイーンズランド南西部のEromangaで発掘された巨大なティタノサウルス類の化石がブリスベンのクイーンズランド博物館での展示のために移送された。この発見はABC newsで「Elliot」をしのぐオーストラリア最大の化石と報じられた。

## 生態
発見当初は竜脚類は肢にかかる重量を軽減するために水中で生活していると考えられていた。しかし、この説は現在では棄却され、アウストロサウルスは他の竜脚類と同じように陸上で生活していたと考えられている。化石から骨盤までの高さが3.9 m、肩までの高さが4.1 mで背中がほぼ水平であったと示唆されている。

## 分類
アウストロサウルスは最初、パタゴサウルスやシュノサウルスのようなケティオサウルス科（Cetiosauridae）に属していると考えられた。しかし、ラルフ・モルナーの発見した化石やEliotの新しい化石についての最近の再評価では椎骨に見られる様々な特徴からティタノサウルス科に属しているとされた。 Hocknull et al. (2009)では1981年にCoombsとMolnarにより当初アウストロサウルスとされた標本に基づいて新属ウィントノティタン（Wintonotitan）が記載された。HocknullはAustrosaurus mckillopiはWintonotitan wattsiiのホロタイプQMF 7292とわずかに異なっており、アウストロサウルスは疑問名とすべきであると示唆している。

## 参照
1. ↑  Martin, Anthony J. (2006). Introduction to the Study of Dinosaurs. Blackwell Publishing. pp. 434–435. ISBN 1-4051-3413-5
2. ↑  Hocknull, SA; White, MA; Tischler, TR, Cook AG, Calleja ND, Sloan T, Elliott DA (2009). New Mid-Cretaceous (Latest Albian) Dinosaurs from Winton, Queensland, Australia. PLOS ONE. 4: 7 e6190.
3. ↑  Coombs, W.P. and Molnar, R.E., 1981, Sauropoda (Reptilia, Saurischia) from the Cretaceous of Queensland: Queensland Museum, Memoirs, v. 20, pp. 351–372

## 参考
- Long JA (1998). Dinosaurs of Australia and New Zealand and other animals of the Mesozoic Era. UNSW Press. ISBN 0-86840-448-9
- Molnar RE and Salisbury SW (2005). “Observations on Cretaceous Sauropods from Australia”. In Carpenter, Kenneth and Tidswell, Virginia. Thunder Lizards: The Sauropodomorph Dinosaurs. Indiana University Press. pp. 454–465. ISBN 0-253-34542-1
- Coombs WP and Molnar RE (1981). “Sauropoda (Reptilia, Saurischia) from the Cretaceous of Queensland”. Memoirs of the Queensland Museum 20 (2):  351–373. ISSN 1440-4788.
- Longman, HA (1933). “A new dinosaur from the Queensland Cretaceous”. Memoirs of the Queensland Museum 13:  133–144. ISSN 1440-4788.
- Hocknull, Scott A.; White, Matt A.; Tischler, Travis R.; Cook, Alex G.; Calleja, Naomi D.; Sloan, Trish; Elliott, David A. (2009). Sereno, Paul. ed. “New Mid-Cretaceous (Latest Albian) Dinosaurs from Winton, Queensland, Australia”. PLoS ONE 4 (7):  e6190. doi:10.1371/journal.pone.0006190. PMC 2703565. PMID 19584929.